# Kevin Sweeney
Kevin James Sweeney (ur. 17 stycznia 1970 w Elmhurst) – amerykański duchowny katolicki, biskup Paterson od 2020.

## Życiorys
Święcenia kapłańskie otrzymał 28 czerwca 1997 i został inkardynowany do diecezji Brooklynu. Pracował głównie jako duszpasterz parafialny, był także m.in. dyrektorem kurialnego wydziału ds. duszpasterstwa powołań oraz dziekanem dekanatu Brooklyn 8.
15 kwietnia 2020 papież Franciszek mianował go biskupem diecezji Paterson. Sakry udzielił mu 1 lipca 2020 kardynał Joseph Tobin.